# Salm Antic
Salm Antic (o Baix Salm) fou un comtat del Sacre Imperi Romanogermànic format pels territoris dels comtes de Salm a les Ardenes. Va sorgir el 1163 quan l'hereu Enric I va escollir viure al nou comtat de Salm que va crear a la fi del segle XII en les terres vosgianes (Salm als Vosges) heretades per matrimoni per Hermann II (comte vers 1088-1135) i va cedir els territoris de Salm a les Ardenes a una germana de nom Elisa o Elisabet que es va casar o estava casada amb Frederic comte de Vianden creant la branca ardenesa (i luxemburguesa) dels Salm-Vianden, coneguda com a Altgraf zu Salm (comtat Antic, o original, de Salm, i de vegades Baix Salm). La nissaga es va extingir el 1416 i va passar per herència als senyors de Reifferscheid-Dyck (branca generalment anomenada Salm-Reifferscheid nom adoptat oficialment el 1628 quan el comtat fou reconegut com a altgraviat que vol dir "terra antiga").
Aquesta línia es va dividir el 1639 en Salm-Reifferscheid-Bedburg i Salm-Reifferscheid-Dyck.